# Vista Hermosa (Tabasco)
Vista Hermosa es una localidad del municipio de Balancán ubicado en la subregión de los Ríos del estado mexicano de Tabasco.

## Geografía
La localidad se ubica a 12.0 kilómetros (en dirección este) de la localidad de Balancán de Domínguez, la cabecera y lugar más poblado del municipio. Se sitúa en las coordenadas geográficas 17°46′14″N 91°25′44″O / 17.770556, -91.428889, a una elevación de 21 metros sobre el nivel del mar.

## Demografía
Según el Conteo de Población y Vivienda 2020, efectuado por el Instituto Nacional de Estadística y Geografía, la localidad de Vista Hermosa tiene 84 habitantes, de los cuales 46 son del sexo masculino y 38 del sexo femenino. Su tasa de fecundidad es de 2.86 hijos por mujer y tiene 26 viviendas particulares habitadas.
| Gráfica de evolución demográfica de Vista Hermosa entre 2000 y 2020 |
|                                                                     |
| INEGI.                                                              |